# Euophrys patellaris
Euophrys patellaris är en spindelart som beskrevs av Denis 1957. Euophrys patellaris ingår i släktet Euophrys och familjen hoppspindlar. Inga underarter finns listade i Catalogue of Life.